# Policija Šrilanke
Policija Šrilanke (sinhalsko ශ්රී ලංකා පොලීසිය, latinizirano: Sri Lanka Poleesiya) je državna policije Demokratične Republike Šrilanke. Približno število policistov je 85.000. Dolžnost policije je, da ureja civilno in prometno varnost, izboljševanje javne varnosti, vzdrževanje reda in ohranjanje miru po celotni državi. Glavni predstavnik policije je generalni inšpektor policije, ki je odgovoren ministru za javni red, policija pa je sestavni del ministrstva za javni red. Trenutni generalni inšpektor policije je Pujith Jayasundara.
V letih državljanske vojne na Šrilanki je policija postala sestavni del za ohranjanje varnosti državljanov, predvsem na področju za notranjo varnost. Številni  policisti so bili ubiti med opravljanjem službene dolžnosti, predvsem zaradi terorističnih napadov. S strani posebne projektne skupine so usposobljene diverzantske/protiteroristične enote, katere sodelujejo z oboroženimi silami za operacije v boju proti terorizmu in varstvu VVIP.
Struktura policije v severnih in vzhodnih provincah je tesno povezana z drugimi varnostnimi organizacijami, katere so pod vodstvom poveljstva skupnih operacij.
V nujnih primerih se lahko vsak državljan Šrilanke poveže s policijo preko telefona s klicem na številko 119, ali pa pošljejo elektronsko sporočilo na uradni e-poštni naslov.